# Upshot-Knothole Harry
Upshot-Knothole Harry est un essai nucléaire mené par les États-Unis pendant l'opération Upshot-Knothole. Il a eu lieu le 19 mai 1953 dans le Yucca Flat, au sein du site d'essais du Nevada.

## Localisation de l'essai
Cet essai, de nom de code « Hamlet», produisit des retombées en quantité exceptionnelle (les plus importantes de n'importe quel test aux États-Unis continentaux), une grande partie s'étant accumulé plus tard aux alentours de Saint George (Utah) dans l'Utah. Pour ces raisons, le tir devient ensuite connu comme « Dirty Harry », quand les détails sortent dans la presse. Il est parmi les plus controversés des essais nucléaires américains.